# Kretztechnik
Kretztechnik – przedsiębiorstwo austriackie założone w 1947 roku przez inżyniera Dr. Paula Kretza w miejscowości Zipf, w Austrii. Początkowo produkowano tam przedmioty codziennego użytku, takie jak kosze na ziemniaki, pojemniki na butelki z mlekiem, koszyki, na które było duże zapotrzebowanie po drugiej wojnie światowej. 
W roku 1953 Paul Kretz zakupił niewielką firmę specjalizującą się w sprzęcie ultrasonograficznym wykorzystywanym do testowania materiałów konstrukcyjnych używanych np. do produkcji szyn. Wkrótce Kretztechnik stała się wiodącą firmą w produkcji sprzętu ultrasonograficznego do wykrywania usterek.
Kolejnym etapem rozwoju firmy Kretztechnik był rozwój techniczny i produkcja systemów ultrasonograficznych w celu ich wykorzystania w diagnostyce chorób, co w owych czasach nie było powszechnie znane. W roku 1954 powstał Model 1000, pierwszy skaner okulistyczny wykorzystywany w badaniu oka. Jego ulepszeniem był Model 3000, a następnie Model 6000. Bardzo popularna była też seria 4000, którą wykorzystywano w okulistyce, neurologii, położnictwie i ginekologii.  
W roku 1965 do firmy dołączył Carl Kretz, który stanął na czele Działu Badań. Prowadził badania nad półprzewodnikami i ich wykorzystaniem w diagnostyce chorób. Współpracując między innymi z Dr Ossoinig oraz Alfredem Kratochwilem, w latach 1965 do 1972 opracował wiele urządzeń ultrasonograficznych, które znalazły zastosowanie w badaniach neurologicznych, okulistycznych oraz badaniach podbrzusza. 
W roku 1974 wyprodukowano Combison 202, a w roku 1977 Combison 100. 
W roku 1989 firma Kretztechnik wprowadziła na rynek pierwszy na świecie trójwymiarowy ultrasonograf, Combison 330.  
Carl Kretz przeszedł na emeryturę w 1994. Za swój wkład w rozwój ultrasonografii otrzymał prestiżową nagrodę Złoty Medal Iana Donalda przyznawaną przez Międzynarodowe Stowarzyszenie Rozwoju Ultrasonografii w Dziedzinie Ginekologii i Położnictwa (ISUOG). 
Obecnie na terenach firmy Kretztechnik w miejscowości Zipf zwiedzać można muzeum, w którym przedstawiona jest pięćdziesięcioletnia historia badań, rozwoju i osiągnięć w dziedzinie ultrasonografii.   